# Museu Nacional Soares dos Reis
O Museu Nacional Soares dos Reis está instalado no Palácio dos Carrancas, que foi residência de Manuel Mendes de Morais e Castro, na freguesia de Miragaia, na cidade e Distrito do Porto, em Portugal. Trata-se de um museu de belas artes, artes decorativas e arqueologia.

## Historial
O palácio dos "Carrancas" foi propriedade de Manuel Mendes de Morais e Castro, cristão-novo, embora tenha sido contestada esta condição de convertido ao cristianismo, que tinha o privilégio real da fabricação de galões de ouro e desenvolvia a sua actividade comercial para o Reino de Portugal.
O Museu Portuense, também conhecido por Ateneu D. Pedro IV,  foi mandado organizar oficialmente entre 9 e 11 de abril de 1833 por iniciativa do regente D. Pedro, Duque de Bragança. Constitui-se, assim, como o mais antigo museu público de arte de  Portugal. O museu foi primeiramente instalado no edifício do Convento de Santo António da Cidade, actual edifício da Biblioteca Pública Municipal do Porto , em Santo Ildefonso. A galeria de exposição permanente do museu ocupava o antigo refeitório dos monges capuchos, situado no rés-do-chão do edifício. No andar superior situava-se uma sala destinada ao estudo e exposições temporárias.
Em 1911, o museu passou a designar-se Museu de Soares dos Reis em homenagem àquele escultor portuense. Grande parte do espólio do escultor pertence à coleção do Museu, sendo talvez a obra mais emblemática a escultura em mármore O desterrado.

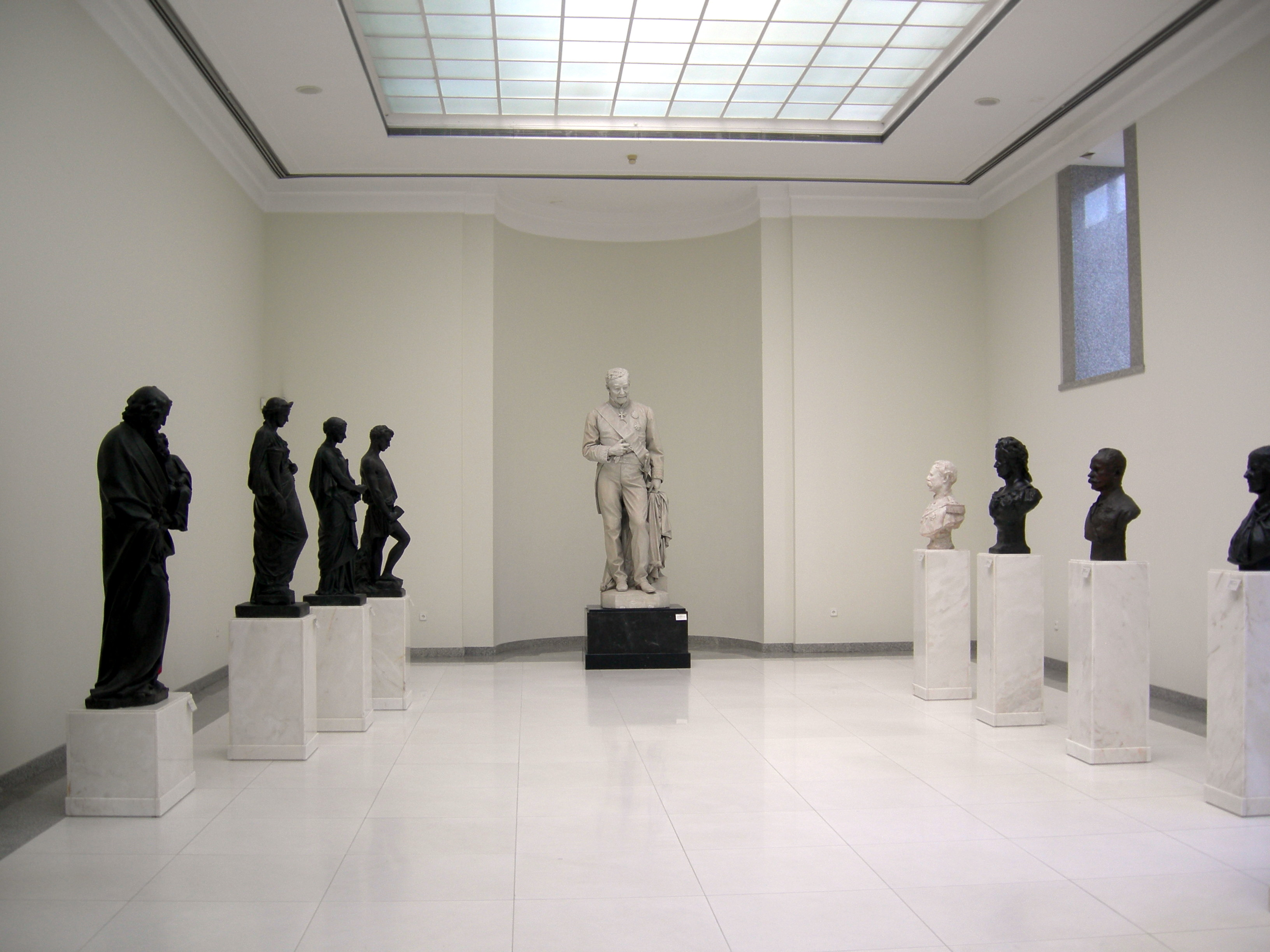
Sala com esculturas no interior do Museu

O Palácio dos Carrancas, alcunha dada pelo povo a Manuel Mendes de Moraes e Castro, foi vendido à Santa Casa da Misericordiosa. Em 1940, o Estado adquiriu à Santa Casa de Misericórdia o Palácio dos Carrancas para o qual muito contribuiu o empenho do seu então diretor, Vasco Valente.
Concluídas as obras de adaptação do novo edifício, com projeto do engenheiro Fernandes de Sá, o museu foi inaugurado em 1942. À época, as alterações mais notáveis consistiram na transformação das oficinas da antiga fábrica em galeria com iluminação zenital, destinada à pintura. Assim como a criação de outra galeria de escultura, para alojar a obra de Soares dos Reis.
Em 1940-42, o Museu foi enriquecido com o depósito das coleções do Museu Municipal do Porto. De museu clássico, destinado às belas-artes, passou a museu misto incorporando as chamadas artes decorativas, que assentavam bem a um Porto industrial.
Sob a direção do escultor Salvador Barata Feyo, na década de 1950, o Museu adquiriu obras de pintura e escultura a jovens artistas.

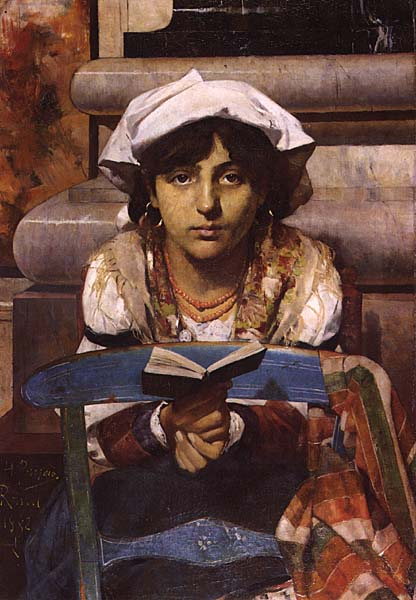
Cecilia, de Henrique Pousão (1882).

Em 1992, na sequência da criação do Instituto Português de Museus, o Museu Nacional Soares dos Reis iniciou um projeto de remodelação e expansão, da autoria do arquiteto Fernando Távora, concluido em 2001.

## Colecções
O acervo do museu contabiliza mais de 18000 peças, das quais cerca de 3000 correspondem a desenho e pintura. As restantes distribuem-se por coleções de escultura, gravura, artes decorativas (mobiliário, faiança, porcelana, vidros, ourivesaria, joalharia, têxteis) e coleções arqueológicas .
Entre os artistas representados no museu incluem-se os pintores Domingos Sequeira, Vieira Portuense, Augusto Roquemont, Miguel Ângelo Lupi, António Carvalho de Silva Porto, Marques de Oliveira, Henrique Pousão, Aurélia de Souza, Sofia Martins de Souza, Dórdio Gomes e Júlio Resende, e os escultores Soares dos Reis, António Teixeira Lopes, Rodolfo Pinto do Couto, entre outros.

## Exposições temporárias
O museu tem vindo a fazer várias exposições temporárias, por vezes em parceria com outras instituições. Por exemplo, as exposições Depositorium foram criadas em processos colaborativos com os colaboradores do MNSR , Reitoria da Universidade do Porto e direção das Faculdades de Medicina e Medicina Dentária e do Instituto de Ciências Biomédicas Abel Salazar , e alunos da Universidade do Porto . A exposição Azul no Azul foi feita em colaboração com o Museu Nacional de Arte Contemporânea, levando obras que o artista Nelson Ferreira criou durante a sua residência artística e que marcaram os 150 anos de O Desterrado.

## Academia de Inverno
Esta academia foi criada no museu, para promover o ensino da arte académica a partir dos métodos clássicos utilizados no século XIX pelos artistas representados na coleção. Alguns dos cursos dados: Curso de Desenho Bargue, Método de Desenho Trois Crayons, desenho e pintura a partir de esculturas e de moldes de gesso, etc.